# Telatyn (stacja kolejowa)
Telatyn – dawna wąskotorowa stacja kolejowa we wsi Telatyn, w województwie lubelskim, w Polsce.